# 1450 en Angleterre
Chronologie de l'Angleterre
- 1446
- 1447
- 1448
- 1449
- 1450
- 1451
- 1452
- 1453
- 1454

Cette page concerne l'année 1450 du calendrier julien.

## Naissances en 1450
- Date inconnue :
  - John Blyth, évêque de Salisbury
  - Henry Bradshaw, poète
  - Philip de Carteret, 8e seigneur de Saint-Ouen
  - William Catesby, speaker de la Chambre des communes
  - Richard Empson, speaker de la Chambre des communes
  - Thomas FitzAlan, 17e comte d'Arundel
  - Richard Guildford, Master-General of the Ordnance
  - Stephen Jenyns, marchand
  - William Newark, compositeur
  - John Seymour, noble
  - John Tresilian, maître de forges
  - James Tyrrell, chevalier
  - William Warham, archevêque de Cantorbéry
  - John Welles, 1er vicomte Welles
  - Robert Wylkynson, compositeur

## Décès en 1450
- 9 janvier : Adam Moleyns, évêque de Chichester
- 13 janvier : Henry Grey, 7e lord de Powys
- 9 mars : William Bruges, officier d'armes
- 23 mars : Henry Somer, chancelier de l'Échiquier
- 2 mai : William de la Pole, 1er duc de Suffolk
- 9 juin : William Ferrers, 7e baron Ferrers de Chartley
- 29 juin : William Ayscough, évêque de Salisbury
- 4 juillet : James Fiennes, 1er baron Say and Sele
- 5 juillet : Matthew Gough, chevalier
- 12 juillet : Jack Cade, rebelle
- 26 juillet : Cécile Neville, duchesse de Warwick
- 27 août : Reginald West, 6e baron de la Warr (en) et 3e baron West (en)
- 23 septembre : William Tresham, speaker de la Chambre des communes
- Date inconnue :
  - John Byron, member of Parliament pour le Lancashire
  - Christopher Curwen, member of Parliament pour le Cumberland
  - Marmaduke Lumley, évêque de Lincoln